# Italské fotbalové mistrovství 1902
Pátý ročník Campionato Italiano di Football 1902 se konal od 2. března do 13. dubna roku 1902. Turnaje se účastnilo 8 klubů ze tří měst.
Již počtvrté ovládl soutěž celek Janov, když ve finále porazil obhájce minulé soutěže Milán.

## Účastníci šampionátu
| Klub            | Město | Provincie |
| --------------- | ----- | --------- |
| Janov           | Janov | Ligurie   |
| Andrea Doria    | Janov | Ligurie   |
| Milán           | Milán | Lombardie |
| SEF Mediolanum  | Milán | Lombardie |
| SC Audace Turín | Turín | Piemont   |
| Torinese        | Turín | Piemont   |
| SG di Turín     | Turín | Piemont   |
| Juventus        | Turín | Piemont   |

## Zápasy

### Kvalifikační kola

#### Liguria
| Kvalifikační kolo 9. březen 1902 | Janov                          | 3 – 1 | Andrea Doria | Campo Sportivo di Ponte Carrega, Janov |  |  |
| 15:00 SELČ                       | Enrico Pasteur Attilio Salvadè |       |              | Rozhodčí: Albert Weber                 |  |  |
|                                  |                                |       |              |                                        |  |  |

- Janov postoupil do čtvrtfinále.

#### Lombardie
Klub SEF Mediolanum se jako jediný klub přihlásil do soutěže a postoupil do čtvrtfinále.
Klub Milán jako obhájce titulu postupoval automaticky do finále.

#### Piemont
| Poz | Tým             | Z | V | R | P | B | VG | OG | B  | Poznámka |
| --- | --------------- | - | - | - | - | - | -- | -- | -- | -------- |
| 1   | Torinese        | 3 | 2 | 1 | 0 | 5 | 5  | 1  | +4 | Baráž    |
| 2   | Juventus        | 3 | 2 | 1 | 0 | 5 | 9  | 1  | +8 | Baráž    |
| 3   | SC Audace Turín | 3 | 1 | 0 | 3 | 2 | 5  | 10 | -5 |          |
| 4   | SG di Turín     | 3 | 0 | 0 | 3 | 0 | 2  | 9  | -7 |          |

Výsledky
| 1. tým          | Scóré | 2. tým          |
| --------------- | ----- | --------------- |
| Torinese        | 1:1   | Juventus        |
| SC Audace Turín | 5:2   | SG di Turín     |
| Juventus        | 6:0   | SC Audace Turín |
| Torinese        | 2:0   | SG di Turín     |
| Torinese        | 2:0   | SC Audace Turín |
| Juventus        | 2:0   | SG di Turín     |

Baráž
| Baráž 23. březen 1902 | Torinese | 4 – 1 | Juventus | Campo di Piazza d'Armi di Torino, Turín |  |  |
|                       | ?        |       | ?        |                                         |  |  |
|                       |          |       |          |                                         |  |  |

- Klub Torinese postoupil do semifinále.

### Čtvrtfinále

#### Liguria a Lombardie
| Čtvrtfinále 19. březen 1902 | Janov      | 2 – 0 | SEF Mediolanum | Campo Sportivo di Ponte Carrega, Janov |  |  |
| 15:30 SELČ                  | Karl Senft |       |                | Rozhodčí: Albert Weber                 |  |  |
|                             |            |       |                |                                        |  |  |

- Janov postoupil do semifinále.

### Semifinále
| Semifinále 6. duben 1902 | Torinese                         | 3 – 4 v prodl. | Janov | Velodromo Umberto I, Turín |  |  |
| 15:45 SELČ               | Uberto Cagnassi Ernesto Verdun ? |                | ?     | Rozhodčí: Herbert Kilpin   |  |  |
|                          |                                  |                |       |                            |  |  |

### Finále
| Finále 13. duben 1902 | Janov                          | 2 – 0  | Milán | Campo Sportivo di Ponte Carrega, Janov |  |  |
| 15:30 SELČ            | Attilio Salvadè Enrico Pasteur | Report |       | Rozhodčí: Gordon Thomas Savage         |  |  |
|                       |                                |        |       |                                        |  |  |

## Vítěz
| Campionato Italiano di Football Vítěz pro rok 1902 |
| -------------------------------------------------- |
| Janov CFC                                          |
|                                                    |